# میراث (آلبوم منصور)
میراث چهاردهمین آلبوم استوديویی از خوانندۀ اهل ایران منصور است که در ۱۰ مرداد ۱۴۰۲ بعد از چهار سال و پس از انتشار چندین مجموعۀ کوتاه، توسط سوهو انترتینمنت منتشر شد. این آلبوم از ۱۸ قطعه، از جمله «میراث» تشکیل شده است.
این آلبوم شامل تک‌آهنگ‌های بعد از آلبوم انسان نو و چند قطعه جدید می‌باشد. تک‌آهنگ میراث در تابستان ۱۴۰۱ منتشر شد و نکته جالب توجه آن، حضور دوباره کندیس نیل، مدل موزیک ویدیوهای قدیمی منصور در موزیک‌ویدیوی این آهنگ بود.

## فهرست آهنگ‌ها
| ترانه             | ترانه سرا               | آهنگساز               | تنظیم کننده             | میکس           |
| ----------------- | ----------------------- | --------------------- | ----------------------- | -------------- |
| زخم کاری          | امید اسفندیاری          | حسین تیموری           | حسین تیموری             | حکیم راچک      |
| اولین و آخرم      | بابک روزبه              | منصور                 | امیر مهراد              | حکیم راچک      |
| بارون دوست ندارم  | جواد مهدوی              | مهران فهیمی           | هادی کولیوند            | حکیم راچک      |
| کوتاه نمیام       | کیانا ناطقی             | حسین تیموری           | پوریا حیدری             | پوریا حیدری    |
| چقدر بهت گفتم     | امیر شیرازی             | اشکان خشائی           | شوبرت آواکیان           | شوبرت آواکیان  |
| تصمیم             | بابک صحرایی             | امیر مهراد            | هادی کولیوند            | حکیم راچک      |
| لباس آبی          | شهاب شهرزاد             | مرتضی لطفی            | امیر مهراد              | حکیم راچک      |
| مهربون تر باش     | بابک روزبه              | منصور و شوبرت آواکیان | شوبرت آواکیان           | شوبرت آواکیان  |
| هوای من، هوای تو  | آیلار فلاح              | امیر مهراد            | امیر مهراد              | حکیم راچک      |
| خیلی سخته         | تورج جهانگیری           | تورج جهانگیری         | شوبرت آواکیان           | شوبرت آواکیان  |
| تازه کجاشو دیدی   | صابر قدیمی              | شوبرت آواکیان         | شوبرت آواکیان           | شوبرت آواکیان  |
| میراث             | بابک صحرایی             | شنتیا                 | هادی کولیوندیلاد فرهودی |                |
| حکم               | بهنام حسینی             | مرتضی لطفی            | امیر مهراد              | حکیم راچک      |
| صبح آزادی         | آرتا آریا               | مو راد                | اروین خاچیکیان          | اروین خاچیکیان |
| پدر               | افشین مقدم              | وحید پویان            | میلاد هاشمی             | میلاد هاشمی    |
| چند نفر به یه نفر | آ. م.                   | عرفان پو              | آ. م.                   | حکیم راچک      |
| لالایی            | بابک صحرایی             | شنتیا                 | پوریا حیدری             |                |
| ما قهرمانیم       | پاکسیما زکی پور و ر. ر. | منصور                 | رافی شهبازیان           | حکیم راچک      |